# ヨアヒム・ビュヒナー
ヨアヒム・ビュヒナー（Joachim "Jochen" Büchner、1905年4月8日 - 1978年2月22日）は、ドイツの陸上競技選手である。彼は、1928年に開催されたアムステルダムオリンピックの400メートル走で銅メダルを獲得した。

## 経歴
ビュヒナーは、1928年のアムステルダムオリンピックと1932年ロサンゼルスオリンピックの2回、オリンピックに出場した経験がある。
アムステルダムオリンピックでは、400メートル走のみに出場した。8月2日と8月3日に実施された400メートル走では、1次予選を50秒2で1位、2次予選と準決勝を48秒6で1位で通過して決勝に挑んだ。決勝ではアメリカ代表のレイモンド・バーブチが47秒8の記録を出して優勝し、カナダ代表のジェームズ・ボールが48秒0で続いた。ビュヒナーは48秒2の記録で3位に入り、銅メダルを獲得することとなった。
1932年のロサンゼルスオリンピックでは400メートル走と4×400mリレー走に出場したが、いずれもメダル獲得はならなかった。彼は1978年にレーヴァークーゼンで死去している。

## オリンピックでの成績
| 年   | 大会                       | 場所                       | 種目          | 結果       | 記録     |
| ---- | -------------------------- | -------------------------- | ------------- | ---------- | -------- |
| 1928 | アムステルダムオリンピック | アムステルダム（オランダ） | 400メートル走 | 3位        | 48秒2    |
| 1932 | ロサンゼルスオリンピック   | ロサンゼルス（アメリカ）   | 400メートル走 | 準決勝敗退 | 49秒2    |
| 1932 | ロサンゼルスオリンピック   | ロサンゼルス（アメリカ）   | 4×400mリレー  | 4位        | 3分14秒4 |